# Губер, Пётр Константинович
Пётр Константинович Губер (14 сентября 1886 года, Полтава — 13 апреля 1941 года, Кулойлаг, Архангельская область) — российский и советский писатель

, журналист, переводчик, литературовед. Член Союза Писателей СССР.

## Биография
Родился в семье генерал-лейтенанта Константина Петровича Губера. Окончил в 1904 году Полтавский кадетский корпус. В этом же году поступил на экономическое отделение Санкт-Петербургского политехнического института. В 1909 году окончил институт со степенью кандидата экономических наук, и продолжил образование в Петербургском университете — в 1914 году окончил юридический факультет. Литературной деятельностью начал заниматься в 1910 году, был консультантом книжной лавки писателей. С 1912 года начал публиковаться.
Во время Первой мировой войны в 1914—1916 годах — на фронте, сотрудник Красного Креста, потом — военный переводчик штаба 6-й Армии. После Февральской революции — военный корреспондент Петроградского Телеграфного агентства. В годы Гражданской войны — сотрудник Управления по формированию госпиталей, смотритель в госпитале Петрограда. В 1921 году демобилизован и занялся исключительно литературным творчеством. Член первого Союза писателей со дня его образования (рекомендация М. Горького). Член Союза Советских Писателей с июня 1934 года.
4 марта 1935 года был арестован как «социально опасный элемент». приговорен (ОСО НКВД СССР 07.03.1935 г.) к ссылке на 5 лет в Астрахань. Вторично арестован 26 августа 1939 года по обвинению в антисоветской агитации и пропаганде, приговорен к 5 годам заключения. Направлен в Кулойлаг под Архангельском, где погиб 13 апреля 1941 года.
Полностью реабилитирован 11 июля 1961 года.

## Основные произведения
1. «Донжуанский список Пушкина» Главы из биографии. 1923 г.
2. «Кружение сердца. Семейная драма Герцена». 1928 г.
3. «Хождение на восток Марка Поло». 1929 г.
4. «Месяц туманов». Историческая хроника из времен Всемирной революции.
5. «1830». Исторический роман. 1930 г.

## Основные переводы
1. Бернард Шоу. «Иоанна д-Арк». (с английского)
2. Стендаль. «Пармский монастырь» (с французского)
3. Эразм Роттердамский. «Похвальное слово Глупости» (с латинского) издательство «Academia»
4. А. Франс «Восстание ангелов» (с французского)